# 瓦讷克罗
瓦讷克罗（法語：Vannecrocq，法語發音：[vanəkʁo]）是法国厄尔省的一个市镇，属于贝尔奈区。

## 地理
瓦讷克罗（49°18'23"N, 0°25'32"E）面积4.93 平方千米，位于法国诺曼底大区厄尔省，该省份为法国北部内陆省份，北起滨海塞纳省，西接奧恩省和卡爾瓦多斯省，南至厄尔-卢瓦省，东临瓦兹省、瓦兹河谷省和伊夫林省。
与瓦讷克罗接壤的市镇（或旧市镇、城区）包括：埃派涅。

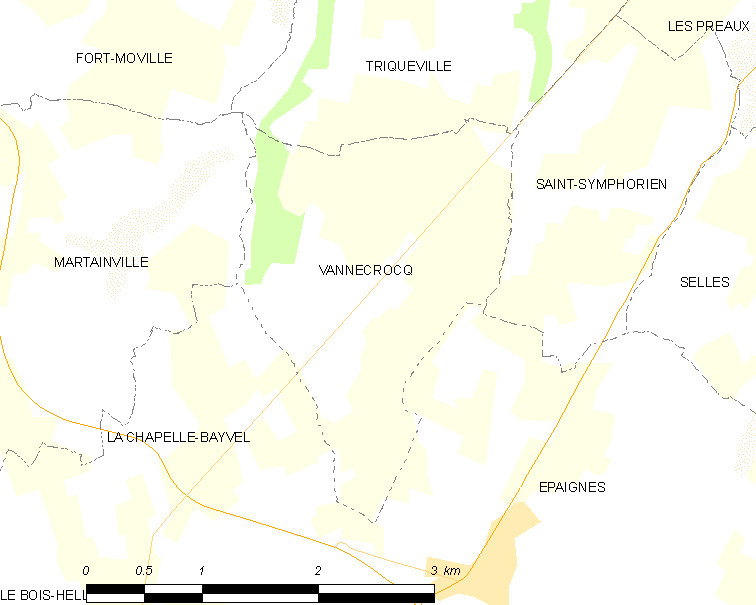
瓦讷克罗的OSM定位图

瓦讷克罗的时区为UTC+01:00、UTC+02:00（夏令时）。

## 行政
瓦讷克罗的邮政编码为27210，INSEE市镇编码为27671。

## 政治
瓦讷克罗所属的省级选区为伯兹维尔县。

## 人口

1962-2008年间瓦讷克罗人口变化图示

瓦讷克罗于2022年1月1日时的人口数量为163人。